# 芦名ユリア
芦名 ユリア（あしな ゆりあ、1991年2月28日 - ）は、日本のAV女優。ファンスタープロモーション所属

## 略歴
2012年3月、エスワン ナンバーワンスタイルよりデビュー。
2014年7月、セガのゲーム「龍が如く」のキャラクター出演をかけたセクシー女優人気投票にエントリー。同年8月24日、結果発表。「龍が如く0 誓いの場所」への出演権を逃した。

## 作品
2012年
- 新人NO.1STYLE ジャパニーズポルノスター（3月7日、S1 NO.1 STYLE）[7]
- 交わる体液、濃密セックス（4月7日、S1 NO.1 STYLE）
- 20コス! 特別ドラマ編 潜入調査特命係（5月7日、S1 NO.1 STYLE）
- SEX攻略DVD付き! 自信のないキミに脱童貞・早漏支援（6月7日、S1 NO.1 STYLE）
- 泥酔助平（7月7日、S1 NO.1 STYLE）
- ゲリラSEX 私の痴態を誰かに見られるかもしれない。（8月7日、S1 NO.1 STYLE）
- 奴隷ソープに堕とされたCA（11月7日、アタッカーズ）
- 奴隷色の女教師7（12月7日、アタッカーズ）

2013年
- 侵入者（1月7日、アタッカーズ）
- 淫語女子アナ 2 （2月21日、ROCKET）
- 働くオンナ獲り 【スーツ姿の桜花りりが獲りに乱入!!】 vol.22 SP （3月1日、プレステージ）
- きれいなお姉さんの接吻、フェラチオ、セックス。（3月7日、PREMIUM）
- AVを見る彼氏を許さない！彼氏の弟を誘ってエロビデオ作って彼氏のアダルトビデオコレクションとこっそり入れ替えてやりました!! 彼氏の弟に中出ししてもらい勝手にAV制作!!（3月7日、michiru）
- コスプレ例大祭 5 （3月8日、TMA）
- バレないように彼女の親友とこっそりヤル！ 7（3月23日、アキノリ）
- 恥辱のショータイム（3月23日、アイエナジー）
- 極・縛馬 其の九（4月11日、MAD）
- 不倫がバレた社長夫人はズイキで美乳を揺らせて悶絶し、ヨダレを垂らしてキチ○イの様にイキまくる（4月25日、ヒビノ）
- 初・真性中出し（4月25日、SODクリエイト）
- 媚薬に過剰反応し理性を喪失、チ○コを欲しがり快楽に狂うセレブ妻（5月1日、プレステージ）
- 気になるアノ娘に使う筈だったウワサの媚薬を、出来心でシツケの厳しいママに試したら驚くほどドスケベに豹変して弄ばれてしまった件（5月3日、NON）
- 爆音フェラチオ（5月17日、OFFICE K’S）
- 透けパンを見て勃起しちゃったチンポに興奮した看護婦は我慢出来ずに夜襲いにくる！（5月17日、OFFICE K’S）
- 女性上位学園 チンポさらし授業 「おちこぼれなのにチンポだけは立派なのね」（5月17日、虎堂）
- ケモノたちの餌食 就活女子大生 ゆりあ（5月25日、オーロラプロジェクト）
- 痴女お姉さんの濃厚な接吻と絡み合う肉体（5月25日、痴女ヘブン）
- 完全なる飼育 第二章 二人の監禁調教された女 被害者から加害者へ（5月25日、グローバルメディアエンタテインメント）
- N○K (ヌード放送局) 的語学番組 全裸淫語講座（6月6日、ROCKET）
- 東京BUNNY NIGHT 3 芦名ユリア（6月7日、BeFree）
- 女のカラダは最強スリム美人で選ぶ。（6月13日、E-BODY）
- 義父の肉欲を拒めない若妻の美肉（6月20日、ヒビノ）
- 秘書in… ［脅迫スイートルーム］ Secretary Yuria (25)（6月21日、ドリームチケット）
- 若妻ツマミ喰い 02 えみ 21才 東京都渋谷区在住（7月12日、S級素人）
- 浴びた女も感激する一撃!! 大量顔射!!! Part.3（7月19日、ワープエンタテインメント）
- カラダが卑猥なオンナと性交（7月19日、ドリームチケット）
- 今日、義姉さんが引っ越してきて…。（7月25日、マドンナ）
- 欲求不満なAV志願人妻たちのセンズリ鑑賞 其の三（8月22日、タカラ映像）
- KUNOICHI おいち (凌辱・ドミネーション・電マ・ふたなり)（8月23日、GIGA）
- チチリッチ ボインなあのコにドロッと中出しSPECIAL!（9月1日、Fitch）
- 高画質 パンストの誘惑 （9月7日、S1 NO.1 STYLE） ※Blu-rayのみ
- kira★kira BLACK GAL THE PERFECT BLACK GAL-Fcup超完璧スリムBODY日焼け黒ギャル-（9月19日、kira★kira）
- 童貞限定！人気AV女優アポ無し自宅訪問バスツアー！！いきなり押し掛け！無理矢理ファン感謝祭！（9月19日、ATOM）
- 婚約者が隣にいるのにブライダルエステ中に感じ始めた女（9月19日、アキノリ）
- 某地方局の美人アナウンサーは忙し過ぎて溜まりまくった性欲を新人男子社員で解消する!!（9月19日、SOSORU）
- 解禁☆黒人ファック（9月25日、ダスッ！）
- 神経細胞まで浸透する媚薬を塗り込まれ施術師に愛撫を懇願し腰浮かせて感じ中出しを受け入れる女たち（10月1日、プレステージ）
- フリーダム署（10月5日、フリーダム）
- 女教師絶叫陵辱全裸授業（10月10日、ヒビノ）
- おしゃぶり撮影会 女子校生編（10月13日、ハヤブサ）
- 風邪がうつったフリをしたら童貞卒業できた！つい先日職を失った私は、恥ずかしながら、ひとまわり歳が違う妹 (女子大生) の家に居候する事に。そんなある日、妹が風邪をひいて学校を休むと、次から次へと心優しいお友達 (全員カワイイ！) が妹の看病をしにきてくれた！（10月24日、Hunter）
- 近隣の病院から出向して間も無い研修医が回診の際にカーテンの隙間から淫らな行為を覗き隣のベッドの患者と美しい肉体を揺らしながら快楽に耽溺する旦那のお見舞いに来た美人妻（10月24日、タカラ映像）
- 急に同居することになった兄嫁が薄着で近づいてきた…これはセックスOKサイン？（10月24日、アキノリ）
- 侵入者が隠れている…。と誰にも言えず家族が眠る夜中まで家庭内羞恥プレイを強要され続けた人妻（10月24日、ナチュラルハイ）
- 催眠愛玩 車掌 ユリア（11月1日、催眠研究所別館）
- フリーダム監獄 鬼の女看守達（11月5日、フリーダム）
- 黒人ビースト軍団と乱交SEXパーティ（11月8日、ケイ・エム・プロデュース）
- 小汚いワンルーム住まいの僕だけど、掃除専門のお手伝いさんを雇ったら部屋で女の子と2人きりに！でも、いくらエッチなグッズを見せつけても、勃起チ○ポを見せつけてもエッチな気分にならない真面目なお手伝いさんには、しびれ薬を飲ませ自由を奪ってヤッちゃいました！2（11月9日、アパッチ）
- 淫猥秘書（11月21日、SOSORU）
- パンチラ淫語挑発オナニー（12月6日、OFFICE K’S）
- 凌辱美脚レイプ BEST 480分（12月7日、アタッカーズ）
- エステティシャンに成り済ましたAV女優がブライダルエステにやって来たカップルの彼氏を誘惑！彼女の横で超絶テクの気持ちいいマッサージをしたら彼氏はどうするのか！？（12月19日、ATOM）
- 危険日限定 妊活スワッピング合宿（12月19日、V&Rプロダクツ）
- 不況に負けない！ ある会社の秘密の接待 芦名ユリア（12月25日、サイドビー）

2014年
- 遅漏マ○コ改善催眠エステ（1月23日、ATOM）
- 超本格官能人妻エロ絵巻 旅先でヤクザの情婦にされた妻（1月23日、タカラ映像）
- 僕の家庭教師はいつもミニスカばかりで目のやり場に困る VOL.2（2月1日、プレステージ）
- 新機人 ゴッドハンタレス（2月14日、STUDIO2.5）
- 湯けむり近親相姦 母子入浴交尾（3月1日、VENUS）
- 小、中、そして○校生の現在もアダ名が「博士」の貧弱な僕。そんな僕の自宅には、クラスの女子がAV見たさによくやって来る。でも、いざエッチなシーンを見たらモジモジしだして頬を赤らめ、パンティー越しにもわかるくらいにビショ濡れで恥ずかしい染みだらけ！ 8（3月6日、Hunter）
- もしも時間を自由に止められたら…（3月28日、ケイ・エム・プロデュース）
- 麗しのマネキン夫人 ～人形に恋した男の妄想セックス～（4月1日、VENUS
- 連続射精回春マッサージ 3（4月13日、アロマ企画）
- 直下型＆M字パンチラ挑発 誘惑お姉さん編 2（4月13日、アロマ企画）
- 拉致拘束 強制アクメ服従調教（4月25日、AVS collector’s）
- 逆媚薬！？欲求不満のいやらしい美人妻は、家にやってきた男に媚薬を飲ませては挑発し、何度も何度も中出しさせるのでした。（5月1日、プレステージ）
- 習い事中に下品なポーズで痴漢され淫語を言わされながら欲情する上品妻 2（5月10日、ナチュラルハイ）
- 見せつけ痴漢 身動きが取れない程の超満員電車で痴漢に感じる友達を助けることができず、逆に目が離せず自らも感じてしまう超敏感ウブ女子校生2人組をまとめて3P痴漢！（5月10日、アパッチ）
- 妄想日常生活 ミニスカパンチラの虜 2 【働く女編】（5月13日、アロマ企画）
- 新・腰ふり騎乗位 咥え込んだら離さない女たち（5月25日、アロマ企画）
- 医療マスクの女（5月25日、アロマ企画）
- LET’S GO!（6月3日、プレステージ）
- 女性社員だけの宴会に勘違いで呼ばれたピンクコンパニオン（6月19日）
- 女性社員24人に大逆襲!! 左遷された先は女性社員24人の会社で男性社員は3人だけ！女性社員ばかりだから美味しい状況も色々あって勃起の日々！ これはそのうち良い事あるかも！？と期待していたら全くの勘違い！周囲からの風当たりは強くお荷物扱い！（7月1日、ROCKET）
- ある時、俺は突然金縛りになった。やって来た女の子が、俺が動けないと知った時、女の子はどうする？（7月1日、プレステージ）
- 週刊誌の女性記者がヤバいネタを掘り下げすぎてヤクザ達にアソコを掘られる（8月28日、タカラ映像）
- 対面座位で不倫エッチ中のお姉ちゃんと目が合ってフル勃起！見ていた僕に気づいた相手はSEXを中断して即帰宅…姉と僕は発情が止まらず即合体！（9月6日、ナチュラルハイ）
- 混浴温泉のマナーを守らない男達に取り囲まれ痴漢された若妻の記録（10月1日、プレステージ）
- 裸のペット ワンコ妻（10月1日、ローグ・プラネット/妄想族）
- 月刊 パンティストッキングマニア Vol.30 OL×美脚×脚コキ（10月3日、OFFICE K’S）
- 強制自慰アクメin…3 密室マンズリ玩具調教（10月3日、ドリームチケット）
- 野外調教漬け、人妻マゾ堕ち。（10月3日、映天）
- こちら全裸家政婦派遣所 美乳課 芦名ユリアです。（10月10日、なでしこ）
- 女子校生オマンコおっぴろげダンス 5（10月17日、OFFICE K'S）
- 『未経験者のみ応募可。興味のある方ご応募ください。』静岡県○○市○○旅館で初めてのスワッピング相手大募集!! 夫婦交換中出し混浴温泉の旅（10月23日、ディープス）
- うちの4人娘から睨まれ子作り（11月1日、ズッコン/バッコン）
- 誘惑淫語 ノーパンおまんこ見せつけ手コキ（11月7日、OFFICE K’S）
- 巨乳の姉との15年ぶりの混浴で弟ち○ぽはフル勃起!! 家族旅行中の素人姉弟がエッチなミッションにチャレンジ！ 両親には内緒で混浴温泉で二人っきり◇温泉でおっぱいとおち○ちんの洗いっこをしたら姉と弟は近親相姦に手を出してしまうのか？ 2 in 箱根温泉（11月20日、ディープス）
- M男骨抜き 接吻エステサロン（11月21日、OFFICE K’S）
- 毎日中出しで長生き保証付き！性処理老人ホーム（12月12日、V&R PRODUCE）

2015年
- ゴールデンタイム！おっぱい乱交（1月7日、ゴールデンタイム）
- 旦那と子供がいない間に若い男を自宅に呼んで慌しいSEXをする普通の奥さん（1月20日、STAR PARADISE）
- 乳首だけでイっちゃうほど感度の高い美巨乳人妻と… おじさんぽ03 AVよりエロいエッチ見たくない？ 日本一綺麗な形の美巨乳を持つ美人妻と下町探索お散歩デート。おじさんに足を絡めて中出しさせる奥さんの敏感反応がヤバい！（1月25日、ビッグモーカル）
- 出張メンズエステ盗撮 人妻エステティシャンに中出ししちゃいました。 9（1月25日、ビッグモーカル）
- 宿泊するホテルで16人の女生徒たちにからかわれ、なぶられ、中出しを強要される男性教師 （3月5日、Mr.michiru）
- 事件を追う女（3月12日、タカラ映像）
- 縛られた美人秘書 ～絶対服従のオフィス緊縛～（3月25日、ビッグモーカル）
- マセガキ供がボインだらけの女湯に子供だからとマンマと入り、大人女のカラダにイタズラ三昧、油断してたらガキピン勃ちチ○コを入れてきた（6月6日、SWITCH）
- 女教師レズ痴漢 ～百合の香りが充満する、スクールバスレズビアン～（6月7日、ビビアン）
- 高飛車マ○コも瞬時にトロける強制発情スプレー ～無能な部下の野蛮ザーメンで孕まされるエリート巨乳女上司たち～（6月18日、ディープス）
- 【全身性感帯】どこに触れてもイクほど感じる美人妻達と… おじさんぽ4時間BEST AVよりエロいエッチ見たくない？ 4人の美人妻たちと下町探索お散歩デート。おじさんに足を絡めて中出しさせる奥さんたちの敏感反応が超ヤバい！（6月25日、ビッグモーカル）
- 超至近距離のご近所不倫!! バレないように隣に住む男との二重生活にハマる人妻たち（7月1日、プレステージ）
- ギャルだらけの服メーカーに就職したら男子社員は僕一人!? 先輩たちの逆セクハラで強制勃起!! 性処理ペットにされた僕!!（7月9日、GARCON）
- 人妻ヘルスで騎乗位素股をしていたら、スケベな奥様から衝撃発言…「もうダメ…このまま挿れてもいいですか？」まさかの生ハメ本番でたっぷり中出ししちゃいました… part.3（8月28日、GIGOLO）
- 淫乱愛欲レズ色情魔 （9月13日、U&K）
- 金粉大全集 12人180分スペシャル！豪華絢爛女優たちのエロく輝く狂宴！（9月19日、バミューダ/妄想族）
- クリーニングの宅配にやってきた宅配女子に全裸チ○ポで対応したら恥じらいながらも興奮しまくって…（10月1日、プレステージ）
- 3連続同時中出し痴漢 混浴温泉に来たウブ娘2人組に3連続同時中出し痴漢で精子の熱さで感じさせろ！（10月22日、アパッチ）
- レズビアン・ゴースト ～死者の恋わずらい～（10月30日、Eドラ！）
- 汗だく美人マッサージ師が濡れ透けで密着こすりつけ施術してきたので身体を弄ったらマ○コはグチョ濡れ！逆に俺がヌルテカ施術してやったw （11月2日、プレステージ）
- 近所のドM奥さんが欲求不満気味なので、強制イラマ責めしてやるとえずき汁垂らして悦ぶので…（11月2日、プレステージ）
- 露出人妻倶楽部DX マゾ堕ち愛奴 235分（11月6日、映天）
- 姉たちのエロ過ぎるレズ尻を覗き見!! おいでと誘われチ●コを出されハメ狂い3Pさせられた！（11月11日、ピーターズ）
- 先輩OLに囲まれて残業中のオフィスで男は僕1人だけの王様ゲーム！やっとの思いで就職！できたけど…会社に男は僕1人だけ！なので当然、居場所も権力もありません…。しかしある日の残業中、女子社員が始めた『王様ゲーム』に僕も強制参加させられたんだけど…（11月26日、Hunter）
- 「今晩泊めて下さい」家出中ギャルとSEX交渉4時間（12月11日、ケイ・エム・プロデュース）

2016年
- 生まれて初めての金蹴り（1月5日、フリーダム）
- クレーム対応に来た女が僕を難癖つけるクレーマーだと決めつけ上から目線で抗議してきた！が、自らのミスが発覚！ここぞとばかりに全裸マンびらき謝罪を要求！涙を流してお漏らしするまで生ハメガン突き中出しセックスしてやりました。（1月8日、アイエナジー）
- 退屈なだけの入院生活。そんな中、キレイな看護師さんにソソられ、恥じらう顔見たさに勃起チ○ポを見せつけたはずなのに…恥じらうどころか僕のチ○ポをオモチャにして楽しむSっ気痴女に変貌! さらに何度も寸止めした後、自ら挿入してくる欲求不満の看護師さんだった!!（1月21日、SOSORU×GARCON）
- レズビアンに囚われた女潜入捜査官 ～権力と金と欲。ビビアンTVアナウンス室潜入編～（2月7日、ビビアン）
- ペニバン女神の兜合わせ手コキ（2月7日、MEGAMI）
- マゾに目覚めた女（3月7日、アタッカーズ）
- キミだけに語りかけ！ロリ！JK！アニコス！18人！オマ●コぴちゃぴちゃ指入れ自画撮りオナニー4時間SP vol.14（4月1日、GLAY'z）
- お姉ちゃんにするならどっち？ユリア25歳/入浴中に全裸で乱入してくる気の強いスレンダー痴女姉 絢音21歳/弟に性奴隷志願するドM姉（4月1日、GLAY'z）
- アナルフィスト＆フットファック ～男のアナルに入れたがる女～（7月25日、M男パラダイス）
- 男と女の恨み、欲望 あなたの悩みを解決します。セックス代行屋（7月25日、ながえスタイル）
- 野外凌辱聖水レズビアン 露出オイルセックスで、性欲剥き出しのレズアクメ狂い!!!（9月7日、山と空）
- YOUはナニしにTOKYOへ？（9月23日、プレステージ）
- 都会からやってきたスタイル抜群の巨乳嫁 フタを開けてみりゃ村人全員とヤっちまうとんでもねぇ淫乱女だった（10月1日、FAプロ）
- 泌尿器科のソソる看護師にフル勃起！チンチンが痛くなり病院へ…美人看護師がいる前で「包皮が擦れただけですね。自慰行為もほどほどに」と辱めを受けた僕。（10月20日、SOSORU×GARCON）
- 巨根祈願 ペニス増大クリニック（11月5日、フリーダム）
- 女子大生だらけのシェアハウスでM男に調教された僕 2（12月5日、フリーダム）
- 罵倒地獄番外編 センズリを馬鹿にする女 その3（12月5日、フリーダム）

2017年
- ブチギレたOLが色々なパンストで脚責め（1月5日、フリーダム）
- 男の潮吹き メスイキドライオーガズム（1月13日、M男パラダイス）
- 憧れの母性溢れるデカ乳義母に欲情した童貞息子が優しいパイズリを懇願！柔らかな胸に挟まれて勃起が止まらずまさかの生チ○ポ挿入！大きなオッパイ揺らしながら早漏過ぎて何度も中出し！（3月10日、V&R PRODUCE）
- 逆レイプ魔 ～天使のドSテクに撃沈する男たち～（3月25日、M男パラダイス）
- MASOTRONIX 10（4月21日、MAD）
- 押入れで旦那の帰りを待つ全裸ペット妻10人（4月28日、なでしこ）
- ディルドと足裏 3（6月5日、フリーダム）
- 就寝中もフル勃起状態の性欲溢れる思春期息子チ○ポに子宮が疼くセックスレス巨乳母! 止まらない愛液と理性に負けて父には絶対内緒の近親相姦逆夜這い! たわわなデカ乳揺さぶりながら何度も中出し懇願!（6月9日、V&R PRODUCE）
- リンパマッサージでガマンできずに綺麗なおねえさんのカラダを強引に弄りまくってたら感じてるようだったのでダメ元でお願いしたらヤラせてくれたッ!!（8月4日、LEO）
- AV女優 裸コレクション 第六弾（11月10日、V&R PRODUCE）
- 綺麗でふしだら。フェロモン溢れる美女がスケベな体で貪欲に求めすぎる誘惑SEX（11月13日、S-Cute）

2018年
- まるっと！芦名ユリア（2月1日、プラネットプラス）※単体ベスト
- 贅沢なカラダ 抜群スタイルの美女が本能をさらけ出す官能的SEX（2月13日、S-Cute）
- 美女限定公開エロ配信生中継！素人娘、カップルたちがいたずら、フェラ、セクロスで完全アウトな映像集（2月20日、STAR PARADISE）
- 性欲に素直なカラダ 快感求める艶かしい美女のたしなみ（3月13日、S-Cute）
- ながえSTYLE厳選女優 誰もが彼女を「高嶺の花」と言う‥色白清楚美女（8月25日、ながえスタイル）※単体ベスト